# 박종수 (1947년)
박종수(1947년 9월 8일 ~ )는 제2대 금융투자협회 회장을 맡고 있는 대한민국의 금융인이다.
한외종합금융 이사, 헝가리 대우은행 은행장, 대우증권 대표이사, 한국증권업협회 부회장, LG투자증권 대표이사, 우리투자증권 대표이사 등을 거쳐, 2012년 2월에 제2대 금융투자협회 회장직을 맡게 되었다.

## 학력
- 경기고등학교
- 서울대학교 상과대학 무역학과